# Berkshire Auto-Car Company
Berkshire Auto-Car Company, vorher Berkshire Motor Company, Berkshire Automobile Company und Berkshire Motor Car Company, war ein US-amerikanischer Hersteller von Automobilen.

## Unternehmensgeschichte
Fred A. Cooley, Clarence P. Hollister, William J. Mercer und Frank V. Whyland gründeten 1903 die Berkshire Motor Company. Der Sitz war in Pittsfield in Massachusetts. 1903 begann die Entwicklung und Ende 1904 die Produktion von Automobilen. Der Markenname lautete Berkshire. 1907 änderte sich die Firmierung in Berkshire Automobile Company und 1908 in Berkshire Motor Car Company. Ende 1907 stoppte die Produktion, weil eine patentierte Kraftübertragung erhebliche Probleme verursachte. Ab 1909 hieß das Unternehmen Berkshire Auto-Car Company. Pläne, den Sitz nach Hartford in Connecticut zu verlegen, wurden nicht umgesetzt. Anfang 1912 übernahm die Belcher Engineering Company aus Cambridge alles. Im Oktober 1912 folgte die Insolvenz.
Insgesamt entstanden etwa 150 Fahrzeuge. Davon entfallen etwa 30 auf das Jahr 1910 und 3 auf 1912 unter Leitung von Belcher.

## Fahrzeuge
Alle Motoren kamen von Herschell-Spillman.
1905 gab es drei verschiedene Modelle. Das Model A hatte einen Vierzylindermotor mit 18 PS Leistung. Der Radstand betrug 218 cm. Ein Tonneau mit seitlichem Zustieg war die einzige angebotene Karosserieform, wie bei allen Modellen des Jahres. Das Model B hatte ebenfalls einen Vierzylindermotor, aber mit 30 PS Leistung. Das Fahrgestell hatte 277 cm Radstand. 
Im Model D leistete der Vierzylindermotor 50 PS. Zwei Radstände von 274 cm und 305 cm standen zur Wahl.
1906 wurde beim Model A die Motorleistung auf 20 PS erhöht und der Radstand auf 249 cm verlängert. Beim Model B wurde nur der Radstand auf 292 cm verändert. Neu war das Model C mit einem Sechszylindermotor und 50 PS Leistung. Sein Radstand betrug 310 cm. Das Model D entfiel. Alle Aufbauten waren Tourenwagen, mit fünf Sitzen bei den beiden kleineren und mit sieben Sitzen beim großen Modell.
1907 stand nur ein Model D im Angebot. Es hatte einen Vierzylindermotor mit 35 PS Leistung, einen Radstand von 300 cm sowie eine fünfsitzige Tourenwagenkarosserie.
1910 erschien das Model E. Motormäßig entsprach er dem Vorgänger. Als zwei- und dreisitziger Runabout hatte er 269 cm Radstand, als viersitziges Toy Tonneau sowie als fünfsitziger Tourenwagen dagegen 302 cm Radstand.
1911 entfiel der kurze Radstand beim Model E. Erhältlich waren fünfsitziger Tourenwagen, sechssitziges Landaulet, sechssitzige Limousine, zwei- und viersitzige Roadster, vier- und fünfsitziges Toy Tonneau sowie als fünfsitziges Gunboat.
Für 1912 wurde der Radstand des Model E auf 315 cm verlängert. Die Aufbauten beschränkten sich auf Runabout, Toy Tonneau, Torpedo und Tourenwagen. Das Model F ergänzte das Sortiment als Tourenwagen. Es hatte einen Sechszylindermotor, der mit 58 PS nach SAE-Norm angegeben war. Der Radstand betrug 340 cm.

## Modellübersicht
| Jahr | Modell  | Zylinder | Leistung (PS) | Radstand (cm) | Aufbau |
| ---- | ------- | -------- | ------------- | ------------- | --- |
| 1905 | Model A | 4        | 18            | 218           | Side Entrance Tonneau |
| 1905 | Model B | 4        | 30            | 277           | Side Entrance Tonneau |
| 1905 | Model D | 4        | 50            | 274 und 305   | Side Entrance Tonneau |
| 1906 | Model A | 4        | 20            | 249           | Tourenwagen 5-sitzig |
| 1906 | Model B | 4        | 30            | 292           | Tourenwagen 5-sitzig |
| 1906 | Model C | 6        | 50            | 310           | Tourenwagen 7-sitzig |
| 1907 | Model D | 4        | 35            | 300           | Tourenwagen 5-sitzig |
| 1910 | Model E | 4        | 35            | 269           | Runabout 2- und 3-sitzig |
| 1910 | Model E | 4        | 35            | 302           | Toy Tonneau 4-sitzig, Tourenwagen 5-sitzig                                                                                            |
| 1911 | Model E | 4        | 35            | 302           | Tourenwagen 5-sitzig, Landaulet 6-sitzig, Limousine 6-sitzig, Roadster 2- und 4-sitzig, Toy Tonneau 4- und 5-sitzig, Gunboat 5-sitzig |
| 1912 | Model E | 4        | 35            | 315           | Runabout, Toy Tonneau, Torpedo, Tourenwagen                                                                                           |
| 1912 | Model F | 6        | 58            | 340           | Tourenwagen |